# William Cleaver Francis Robinson

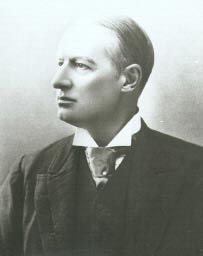
W. C. F. Robinson

Sir William Cleaver Francis Robinson, GCMG (* 14. Januar 1834 im Rosmead House, County Westmeath, Irland; † 2. Mai 1897 in London) war ein britischer Kolonialbeamter. Er war Gouverneur der Falklandinseln, der Straits Settlements, von Western Australia und South Australia sowie Vizegouverneur der kanadischen Provinz Prince Edward Island.

## Biografie
Robinson war der fünfte Sohn von Admiral Hercules Robinson. 1855 trat er in den Dienst des Colonial Office, zunächst als Privatsekretär seines älteren Bruders Hercules Robinson, 1. Baron Rosmead, für den er in St. Kitts und Hongkong tätig war. 1862 heiratete er und wurde Administrator von Montserrat. 1866 übernahm er seinen ersten Gouverneursposten auf den Falklandinseln. Vier Jahre später erfolgten die Ernennung zum Gouverneur von Prince Edward Island und die Erhebung in den Adelsstand. Die Insel war damals noch eine Kolonie in Britisch-Nordamerika, die erst 1873 als siebte Provinz der Kanadischen Konföderation beitrat. Robinson blieb noch ein weiteres Jahr dort, was bedeutete, dass er für diesen Zeitraum das Amt eines Vizegouverneurs innehatte.
1874 erhielt Robinson erstmals das Gouverneursamt in der Kolonie Western Australia zugesprochen. Seine Hauptaufgabe war es, Forderungen nach Selbstverwaltung zurückzuweisen, da die Kolonie nach Ansicht des Colonial Office dazu noch bereit sei. 1877 wurde er zum Gouverneur der Straits Settlements ernannt, drei Jahre später kehrte er auf seinen Posten in Western Australia zurück. Sechs Jahre lang, von 1883 bis 1889, war Robinson Gouverneur der Kolonie South Australia. Anschließend wurde er zum dritten Mal zum Gouverneur von Western Australia ernannt, dieses Mal mit der Aufgabe, die Einführung eines parlamentarischen Regierungssystems zu betreuen. 1895 ging er in Pension, seine letzten Lebensjahre verbrachte er in London. Sein Sohn Douglas Robinson gewann im Cricket eine Silbermedaille bei den Olympischen Spielen 1900 in Paris.